# Migraine cataméniale
Une migraine cataméniale ou migraine menstruelle est une migraine qui survient spécifiquement et uniquement en période de menstruations ou dans les jours qui les précèdent.

## Étiologie
La migraine est provoquée par la chute du taux d’œstradiol endogène à la fin du cycle menstruel,.
Le rôle de la progestérone dans sa survenue est cependant mal connu.
Il est possible que certains facteurs de risque existent, comme des antécédents migraineux. La migraine cataméniale peut également toucher certaines personnes sous contraception oestro-progestative donc avec un apport exogène d'oestrogènes, notamment lors de l'interruption temporaire de la prise.

## Épidémiologie
La migraine cataméniale concerne 7 % des femmes ayant des migraines.

## Description
Il s'agit d'une migraine sans aura, qui survient entre le deuxième jour avant les règles et le troisième jour de celles-ci.
Il est fait une distinction entre les personnes qui ont seulement des « migraines cataméniales pures » et les personnes ayant des migraines survenant à la fois pendant et en dehors de leur période de menstruations, migraines qui peuvent également être influencées par la modification du taux d'hormones pendant le cycle menstruel.

## Prise en charge
Deux types de prise en charge existent : le traitement prophylactique destiné à éviter la survenue de la migraine, et le traitement de la crise migraineuse elle-même.
Un traitement prophylactique non spécifique à base d'anti-inflammatoires non stéroïdiens peut ainsi être administré quelques jours avant la période pendant laquelle surviennent les crises de migraines. Un traitement spécifique consiste à limiter la diminution brutale du taux d’œstrogènes par la prise d’œstrogènes par voie cutanée (gels ou patchs d'estradiol), ou par une suppression de l'ovulation, par la prise d'hormones par voie orale (contraception oestro-progestative orale) ou par voie transdermique (patch, implant à base de progestérone),. Lorsque les crises surviennent pendant la semaine d'arrêt de la contraception hormonale, il est possible d'opter soit pour l'application de gels œstrogéniques ou de patch, soit pour la prise en continu de sa contraception hormonale qui permet d'obtenir une aménorrhée. Il est également possible de changer de dosage de la pilule afin de réduire la fenêtre d'interruption mensuelle de sa prise. 
Le traitement de la crise de migraine elle-même est conventionnel. Cependant, son traitement est moins efficace que celui de la migraine non cataméniale.

## Évolution
Le risque de migraine cataméniale évolue tout au long de la vie.

### Grossesse
Entre 55 et 90 % des femmes atteintes de migraines ont à la fois moins de crises et des crises moins sévères durant leur grossesse, entre 10 et 20 % n'ont plus de crise et cet effet serait accentué chez les femmes souffrant de migraines cataméniales. Cela serait dû à la stabilité hormonale durant la période de grossesse.